# 附生藤壶属
附生藤壶属（学名：Adna）为塔藤壶科的一个属。

## 下级分类
本属包括以下物种：
- 角附生藤壶 Adna anglica Sowerby, 1823